# Radrennbahn Ludwigshafen-Friesenheim
Die Radrennbahn Ludwigshafen-Friesenheim ist eine Radrennbahn in Ludwigshafen am Rhein, Stadtteil Friesenheim. Sie gehört dem Radsportclub Ludwigshafen (RSC Ludwigshafen e.V.)

## Geschichte
Das Herzstück des Vereinsgeländes bildet Die offene 333-Meter Betonradrennbahn mit überhöhten 30-Grad-Kurven und überdachter Tribüne. Seit seiner Eröffnung 1957 bis heute ist es Schauplatz zahlreicher Rennveranstaltungen um nationale und internationale Titel gewesen. Im Jahr 2023 wurde die ca. 50 Jahre alte Beleuchtungsanlage demontiert und eine neue, moderne, LED-Beleuchtungsanlage installiert. Die offizielle Einweihung fand im Rahmen des Internationalen Meeting um die „Silbernen Eulen“ am 15. Mai 2024 durch die Oberbürgermeisterin Jutta Steinruck statt.
Am selben Standort steht auch ein Radsportzentrum. Das 1975 erbaute Landesleistungszentrum Radsport (LLZ) wurde bis 2001 vom Landessportbund Rheinland-Pfalz (LSB) betrieben, seitdem vom Verein Radsportzentrum Ludwigshafen am Rhein e.V.